# Kristy Johnston
Kristy Johnston (* 3. Juni 1965) ist eine ehemalige US-amerikanische Marathonläuferin.
Am 24. Januar 1993 gewann sie in Houston ihren ersten Marathon in 2:29:05 h. Einen weiteren Sieg gab es 1994 beim Chicago-Marathon. 2000 trat sie vom Leistungssport zurück.

## Persönliche Bestzeiten
- Marathon: 2:29:05 h, 24. Januar 1993, Houston[1]